# Tobias Ludvigsson
Tobias Ludvigsson (Huskvarna, 22 de febrero de 1991) es un ciclista sueco que compitió en las modalidades de carretera y montaña. Su hermano Fredrik compitió en el mismo deporte.
Ganó una medalla de oro en el Campeonato Europeo de Ciclismo de Montaña de 2009, en la prueba de campo a través por relevos.
En carretera compitió entre 2012 y 2016 con el equipo neerlandés Argos-Shimano (renombrado Giant-Alpecin en 2015). Entre 2017 y 2022 corrió para el equipo Groupama-FDJ y desde 2023 hasta 2024 para el equipo suizo Q36.5. Ganó la clasificación general de la Estrella de Bessèges de 2014.

## Palmarés

### Ciclismo de montaña
| Campeonato Europeo | Campeonato Europeo         | Campeonato Europeo | Campeonato Europeo         |
| Año                | Lugar                      | Medalla            | Competición                |
| ------------------ | -------------------------- | ------------------ | -------------------------- |
| 2009               | Zoetermeer ( Países Bajos) | Medalla de oro     | Campo a través por relevos |

### Ciclismo en ruta
2011
- 1 etapa del Tour de Normandía
- 1 etapa del Tour de Thüringe

2012
- 2.º en el Campeonato de Suecia Contrarreloj

2013
- 2.º en el Campeonato de Suecia Contrarreloj

2014
- Estrella de Bessèges, más 1 etapa

2015
- 3.º en el Campeonato de Suecia en Ruta

2016
- 2.º en el Campeonato de Suecia Contrarreloj

2017
- Campeonato de Suecia Contrarreloj

2018
- Campeonato de Suecia Contrarreloj
- 2.º en el Campeonato de Suecia en Ruta

2019
- 2.º en el Campeonato de Suecia en Ruta
- Campeonato de Suecia Contrarreloj

2020
- 2.º en el Campeonato de Suecia Contrarreloj

2021
- 3.º en el Campeonato de Suecia Contrarreloj

2022
- 3.º en el Campeonato de Suecia Contrarreloj
- 2.º en el Campeonato de Suecia en Ruta

2024
- 2.º en el Campeonato de Suecia Contrarreloj

## Resultados en Grandes Vueltas y Campeonatos del Mundo
| Carrera              | Carrera              | 2011 | 2012 | 2013  | 2014 | 2015 | 2016 | 2017 | 2018 | 2019 | 2020 | 2021 | 2022  | 2023 | 2024 |
| -------------------- | -------------------- | ---- | ---- | ----- | ---- | ---- | ---- | ---- | ---- | ---- | ---- | ---- | ----- | ---- | ---- |
|                      | Giro de Italia       | —    | —    | 112.º | Ab.  | 83.º | 51.º | 85.º | —    | 82.º | —    | —    | 102.º | —    | —    |
|                      | Tour de Francia      | —    | —    | —     | —    | —    | —    | —    | 74.º | —    | —    | —    | —     | —    | —    |
|                      | Vuelta a España      | —    | —    | —     | 62.º | —    | 52.º | —    | —    | 44.º | —    | 99.º | —     | —    | —    |
| Mundial en Ruta      | Mundial en Ruta      | —    | —    | Ab.   | Ab.  | —    | —    | 51.º | Ab.  | —    | —    | —    | Ab.   | —    | —    |
| Mundial Contrarreloj | Mundial Contrarreloj | —    | —    | 36.º  | 33.º | 41.º | —    | 32.º | 48.º | —    | 44.º | —    | —     | —    | —    |

| —: No participó | Ab: Abandono |

## Equipos
- Team CykelCity (2011)
- Skil/Project 1t4i/Argos/Giant (2011-2016)
  - Skil-Shimano (2011) –stagiaire–
  - Team Argos-Shimano (2012-2013)
  - Team Giant-Shimano (2014)
  - Team Giant-Alpecin (2015-2016)
- FDJ (2017-2022)
  - FDJ (2017-2018)
  - Groupama-FDJ (2018-2022)
- Q36.5 Pro (2023-2024)